# Much Ado About Nothing (1993)
Much Ado About Nothing is een Brits-Amerikaanse romantische komedie uit 1993 onder regie van Kenneth Branagh. Het verhaal is gebaseerd op dat uit het gelijknamige toneelstuk van William Shakespeare. De film werd genomineerd voor onder meer een Golden Globe, een Independent Spirit Award en de Gouden Palm van het Filmfestival van Cannes 1993 en de kostuumafdeling voor een BAFTA Award. Keanu Reeves werd daarentegen genomineerd voor de Golden Raspberry Award voor slechtste bijrolspeler.

## Verhaal
Claudio gaat trouwen met Hero. Ondertussen proberen de verloofden ook nog Benedick en Beatrice aan elkaar te koppelen. Want hoewel deze twee de hele tijd met elkaar kibbelen, heeft de rest van het gezelschap allang door dat ze elkaar wel mogen. Prins John, iemand die graag kwaad doet, weet Claudio zover te krijgen dat hij aan Hero's deugdzaamheid gaat twijfelen. Met hulp van o.a. Benedick, wachtmeester Dogberry en Don Pedro wordt John aangepakt en kan het feest doorgaan. Een aanstekelijke film naar een verhaal van William Shakespeare met veel vrolijkheid en een beetje verdriet.

## Rolverdeling
| Acteur                 | Personage           |
| ---------------------- | ------------------- |
| Claudio                | Robert Sean Leonard |
| Hero                   | Kate Beckinsale     |
| Beatrice               | Emma Thompson       |
| Benedick               | Kenneth Branagh     |
| Prins Pedro van Aragón | Denzel Washington   |
| Prins John             | Keanu Reeves        |
| Wachtmeester Dogberry  | Michael Keaton      |
| Signor Leonato         | Richard Briers      |
| Margaret               | Imelda Staunton     |
| Borachio               | Gerard Horan        |
| Conrade                | Richard Clifford    |